# Dicliptera falciflora
Dicliptera falciflora är en akantusväxtart som beskrevs av Gustav Lindau. Dicliptera falciflora ingår i släktet Dicliptera och familjen akantusväxter. Inga underarter finns listade i Catalogue of Life.